# Zelotes songus
Zelotes songus är en spindelart som beskrevs av FitzPatrick 2007. Zelotes songus ingår i släktet Zelotes och familjen plattbuksspindlar. Inga underarter finns listade i Catalogue of Life.